# به‌خاک‌سپردن یک دوست
«به‌خاک‌سپردن یک دوست» (به انگلیسی: Bury a Friend) تک‌آهنگی از هنرمند اهل ایالات متحده آمریکا بیلی آیلیش است.